# Vitinha (cầu thủ bóng đá, sinh 1991)
Vítor Reis Alves (sinh ngày 7 tháng 3 năm 1991), hay Vitinha, là một cầu thủ bóng đá người Bồ Đào Nha thi đấu cho S.C. Praiense ở vị trí tiền vệ.